# Dilocarcinus septemdentatus
Dilocarcinus septemdentatus is een krabbensoort uit de familie van de Trichodactylidae. De wetenschappelijke naam van de soort is voor het eerst geldig gepubliceerd in 1783 door Herbst.